# Ratusz dawnej jurydyki Garbary w Krakowie
Ratusz jurydyki Garbary (Piasek) – zabytkowy budynek znajdujący się w Krakowie, w dzielnicy I Stare Miasto przy ul. Karmelickiej 12, na Piasku.
Największa miejska jurydyka Garbary, zwana również Piasek, miała własny urząd wójta. Jako jedyna posiadała także własny ratusz gdzie urzędował wójt i znajdowała się izba rady, kancelaria oraz areszt.
Budynek ratusza, XVIII-wieczna kamieniczka z późnobarokową fasadą zachował się do dzisiaj w prawie niezmienionej formie, mimo że wójt przestał tam urzędować w początkach XIX wieku, gdy Austriacy znieśli jurydyki.